# Macrosteles sexnotata
Macrosteles sexnotata är en insektsart som beskrevs av Carl Fredrik Fallén 1806. Macrosteles sexnotata ingår i släktet Macrosteles och familjen dvärgstritar. Inga underarter finns listade i Catalogue of Life.